# Dioklecijan (film)
Dioklecijan je nadolazeći hrvatski povijesni film u produkciji Hrvatske radiotelevizije (HRT), koji donosi detaljnu rekonstrukciju života i vladavine rimskog cara Dioklecijana. Projekt, koji uključuje igrani film i dokumentarnu seriju, scenaristički i produkcijski potpisuje Božidar Domagoj Burić. Riječ je o jednoj od najvećih i najskupljih televizijskih produkcija u povijesti HRT-a. Istovremeno je snimljena i serija koja će biti objavljena nakon filma.

## Radnja
Radnja prati život i vladavinu Dioklecijana, rimskog cara i utemeljitelja Splita, prikazujući ga ne samo kroz prizmu političke moći nego i kroz osobne dileme, pozitivne i negativne strane njegova karaktera te odnose s bližnjima. Film nastoji predstaviti cara kao čovjeka, prikazujući ga i kroz ljudsku i kroz državničku dimenziju. Ujedno se kroz dokumentarno-igrani format nastoji približiti Dioklecijanova uloga u povijesti, uključujući njegovu reformu Rimskog Carstva i odnos prema kršćanima.

## Glumačka postava
- Amar Bukvić kao Dioklecijan
- Nataša Janjić Medančić kao Priska, Dioklecijanova supruga
- Slavko Sobin kao Maksimilijan, Dioklecijanov suvladar
- Marko Cindrić kao Karin, rimski car
- Krešimir Mikić
- Marinko Prga kao umirovljeni ratni veteran
- Dragan Despot kao senator
- Anja Šovagović-Despot
- Jerko Marčić
- Robert Kurbaša
- Nikola Baće
- Dušan Bućan
- Nikola Nedić
- Nikša Eldan
- Filip Eldan
- Franjo Kuhar
- Maro Drobnić
- Mladen Badovinac